# Aoi Koga
Aoi Koga (古賀 葵 Koga Aoi?, 24 de agosto de 1993) es una actriz de voz japonesa afiliada a 81 Produce. Es conocida por sus papeles como Sora Kaneshiro en Tenshi no 3P!, Yuri Miyata en Two Car,  Kaguya Shinomiya en Kaguya-sama: Love Is War y Shouko Komi en Komi-san wa, Komyushō desu. También formó parte del grupo musical Baby's Breath junto con los otros miembros principales del elenco de Tenshi no 3P!.

## Filmografía
Los papeles principales están en negrita

### Anime

#### Series de televisión
| Año  | Título                                                                                  | Rol                                     | Refs.       |
| ---- | --------------------------------------------------------------------------------------- | --------------------------------------- | ----------- |
| 2015 | Jewelpet: Magical Change                                                                |                                         | [ 4 ]       |
| 2015 | Rokka no Yūsha                                                                          | Mujer                                   | [ 4 ] [ 5 ] |
| 2015 | Owarimonogatari                                                                         | Compañera de clase                      | [ 4 ]       |
| 2015 | Sakurako-san no Ashimoto ni wa Shitai ga Umatteiru                                      | Mari                                    | [ 4 ]       |
| 2016 | Beyblade Burst                                                                          | Momoko Ogi                              | [ 4 ]       |
| 2016 | JoJo's Bizarre Adventure: Diamond Is Unbreakable                                        | Akemi                                   | [ 4 ]       |
| 2016 | Aikatsu Stars!                                                                          | Airi Amemiya, Umi Kaiyama y Yuri Ashida | [ 4 ]       |
| 2016 | Kiznaiver                                                                               | Estudiante femenina                     | [ 4 ]       |
| 2016 | Shounen Ashibe GO! GO! Goma-chan                                                        | Yumiko-chan                             | [ 4 ]       |
| 2016 | Sakamoto desu ga?                                                                       | Colegiala                               | [ 4 ]       |
| 2016 | Naria Girls                                                                             | Hanabi                                  | [ 4 ]       |
| 2017 | Tenshi no 3P!                                                                           | Sora Kaneshiro                          | [ 3 ]       |
| 2017 | Two Car                                                                                 | Yuri Miyata                             | [ 6 ]       |
| 2018 | Zombieland Saga                                                                         | Maria Amabuki                           |             |
| 2019 | Kaguya-sama: Love Is War                                                                | Kaguya Shinomiya                        | [ 7 ]       |
| 2019 | Kōya no Kotobuki Hikōtai                                                                | Betty                                   | [ 8 ]       |
| 2019 | Fairy Gone                                                                              | Chima                                   | [ 4 ]       |
| 2019 | Kimetsu no Yaiba                                                                        | Rokuta Kamado                           |             |
| 2019 | Kenja no Mago                                                                           | Christina Hayden                        | [ 4 ]       |
| 2019 | Shinchō Yūsha: Kono Yūsha ga Ore TUEEE Kuse ni Shinchō Sugiru                           | Eruru                                   | [ 9 ]       |
| 2019 | To Aru Kagaku no Accelerator                                                            | Naru                                    | [ 10 ]      |
| 2019 | Kemono Michi: Rise Up                                                                   | Ceris                                   | [ 11 ]      |
| 2020 | Koisuru Asteroid                                                                        | Sayuri Ibe                              | [ 12 ]      |
| 2020 | Kaguya-sama wa Kokurasetai? Tensai-tachi no Ren'ai Zunousen                             | Kaguya Shinomiya                        | [ 7 ]       |
| 2020 | To Aru Kagaku no Railgun T                                                              | Naru                                    | [ 13 ]      |
| 2020 | Dokyū Hentai HxEros                                                                     | Chiya Hoya                              | [ 14 ]      |
| 2021 | Youjo Shachou                                                                           | Nowani                                  | [ 15 ]      |
| 2021 | Kyōkyoku Shinka Shita Full Dive RPG ga Genjitsu Yorimo Kuso-Ge Dattara                  | Kaede Yūki                              | [ 16 ]      |
| 2021 | Isekai Maou to Shoukan Shoujo no Dorei Majutsu Ω                                        | Rose                                    | [ 17 ]      |
| 2021 | Bokutachi no Remake                                                                     | Aki Shino                               | [ 18 ]      |
| 2021 | Komi-san wa, Komyushō desu.                                                             | Shouko Komi                             | [ 19 ]      |
| 2021 | Zombie Land Saga Revenge                                                                | Maria Amabuki                           | [ 20 ]      |
| 2021 | Senpai ga Uzai Kōhai no Hanashi                                                         | Mona Tsukishiro                         | [ 21 ]      |
| 2021 | Build Divide -#00000 (Code Black)-                                                      | Hiyori Munenashi                        | [ 22 ]      |
| 2021 | Blue Period                                                                             | Yamamoto                                | [ 23 ]      |
| 2021 | 180-Byō de Kimi no Mimi o Shiawase ni Dekiru ka?                                        | Kanako                                  | [ 24 ]      |
| 2022 | Karakai Jōzu no Takagi-san 3                                                            | Patzun                                  | [ 25 ]      |
| 2022 | Build Divide: Code White                                                                | Hiyori Munenashi                        |             |
| 2022 | Komi-san wa, Komyushō desu. 2nd Season                                                  | Shouko Komi                             | [ 26 ]      |
| 2022 | Machikado Mazoku: 2-chōme                                                               | Chica con un perro                      | [ 27 ]      |
| 2022 | Kaguya-sama wa Kokurasetai -Ultra Romantic-                                             | Kaguya Shinomiya                        | [ 7 ]       |
| 2022 | Kunoichi Tsubaki no Mune no Uchi                                                        | Ajisai                                  | [ 28 ]      |
| 2022 | Warau Arsnotoria Sun!                                                                   | Princesa Mantoku, Raj                   | [ 29 ]      |
| 2022 | Shine Post                                                                              | Natalya                                 | [ 30 ]      |
| 2022 | Hataraku Maō-sama!!                                                                     | Maki Shimizu                            | [ 31 ]      |
| 2022 | Yūsha Party wo Tsuihou Sareta Beast Tamer, Saikyōshu no Nekomimi Shōjo to Deau          | Mina                                    | [ 32 ]      |
| 2022 | Fumetsu no Anata e Season 2                                                             | Pocoa                                   | [ 33 ]      |
| 2023 | Benriya Saitō-san, Isekai ni Iku                                                        | Hija de Morlock                         | [ 34 ]      |
| 2023 | Mō Ippon!                                                                               | Erika Amane                             | [ 35 ]      |
| 2023 | Hirogaru Sky! Precure                                                                   | Elle                                    | [ 36 ]      |
| 2023 | Mashle                                                                                  | Love Cute                               | [ 37 ]      |
| 2023 | Horimiya: Piece                                                                         | Yūna Okuyama                            | [ 38 ]      |
| 2023 | Synduality: Noir                                                                        | Noir                                    | [ 39 ]      |
| 2023 | Dekoboko Majo no Oyako Jijō                                                             | Alissa                                  | [ 40 ]      |
| 2023 | 16bit Sensation: Another Layer                                                          | Konoha Akisato                          | [ 41 ]      |
| 2023 | Keiken Zumi na Kimi to, Keiken Zero na Ore ga, Otsukiai Suru Hanashi                    | Maria Kurose                            | [ 42 ]      |
| 2023 | Kanojo mo Kanojo 2nd Season                                                             | Risa Hoshizaki                          | [ 43 ]      |
| 2024 | Mahō Shōjo ni Akogarete                                                                 | Kiwi Araga                              | [ 44 ]      |
| 2024 | Mashle: Kami Satoru-sha Kōho Senbatsu Shiken-hen                                        | Love Cute                               | [ 38 ]      |
| 2024 | Synduality: Noir Part 2                                                                 | Noir / Mystere                          | [ 45 ]      |
| 2024 | Sasayaku You ni Koi wo Utau                                                             | Miki Mizuguchi                          | [ 46 ]      |
| 2024 | Shy 2nd Season                                                                          | Beni Hanawa                             | [ 47 ]      |
| 2024 | Tensui no Sakuna-hime                                                                   | Yui                                     | [ 48 ]      |
| 2024 | Kono Sekai wa Fukanzen Sugiru                                                           | Mayu Kinoshita                          | [ 49 ]      |
| 2024 | Nageki no Bōrei wa Intai Shitai                                                         | Lucia Rogier; Killiam                   | [ 50 ]      |
| 2024 | Re:Zero kara Hajimeru Isekai Seikatsu 3rd Season                                        | Sylphy Elmart                           | [ 51 ]      |
| 2024 | Maō 2099                                                                                | Mei                                     | [ 52 ]      |
| 2025 | Botsuraku Yotei no Kizoku dakedo, Hima datta kara Mahō wo Kiwamete Mita                 | Flora                                   | [ 53 ]      |
| 2025 | Hana wa Saku, Shura no Gotoku                                                           | Xiangling                               | [ 54 ]      |
| 2025 | Magic Maker ~Isekai Mahō no Tsukurikata~                                                | Bridget                                 | [ 55 ]      |
| 2025 | Akuyaku Reijō Tensei Oji-san                                                            | Lucas Vierge                            | [ 56 ]      |
| 2025 | Guild no Uketsuke Jō Desu ga, Zangyō wa Iyananode Boss o Solo Tōbatsu Shiyō to Omoimasu | Lululee Ashford                         | [ 57 ]      |
| 2025 | Cocoon: Aru Natsu no Shōjo-tachi yori                                                   | Yuri                                    | [ 58 ]      |
| 2025 | Muzik Tiger In the Forest                                                               | Willy                                   | [ 59 ]      |
| 2025 | Kowloon Generic Romance                                                                 | Yaomay                                  | [ 60 ]      |
| 2025 | Ninja to Koroshiya no Futarigurashi                                                     | Mao Kusagakure                          | [ 61 ]      |
| 2025 | Mono                                                                                    | An Kiriyama                             | [ 62 ]      |
| 2025 | Mikadono-san Shimai wa Angai, Choroi.                                                   | Niko Mikadono                           | [ 63 ]      |
| 2025 | Nageki no Bōrei wa Intai Shitai Part 2                                                  | Lucia Rogier                            | [ 64 ]      |
| 2025 | Fumetsu no Anata e Season 3                                                             | Aiko                                    | [ 65 ]      |
| 2026 | Kanan-sama wa Akumade Choroi                                                            | Kanan Takakiyo                          | [ 66 ]      |
| TBA  | Fate/strange Fake                                                                       | Tsubaki Kuruoka                         | [ 67 ]      |

#### Películas
| Año  | Título                                                         | Rol              | Refs.  |
| ---- | -------------------------------------------------------------- | ---------------- | ------ |
| 2021 | Princess Principal: Crown Handler                              | Ange             | [ 68 ] |
| 2022 | Karakai Jōzu no Takagi-san: La Película                        | Patzun           | [ 69 ] |
| 2022 | Kaguya-sama: Love is War -First Kiss wa Owaranai-              | Kaguya Shinomiya | [ 70 ] |
| 2023 | Princess Principal: Crown Handler Movie 3                      | Ange le Carré    | [ 71 ] |
| 2023 | Precure All Stars Movie F                                      | Elle             | [ 72 ] |
| 2024 | Ōmuro-ke: Dear Sisters                                         | Misaki Takasaki  | [ 73 ] |
| 2024 | Ōmuro-ke: Dear Friends                                         | Misaki Takasaki  | [ 73 ] |
| 2024 | Wonderful Precure! Movie: Dokidoki Game no Sekai de Dai Bōken! | Ellee            | [ 74 ] |
| 2025 | Princess Principal: Crown Handler Movie 4                      | Ange le Carré    | [ 75 ] |

#### ONAs
| Año  | Título              | Rol         | Refs.  |
| ---- | ------------------- | ----------- | ------ |
| 2022 | Kakegurui Twin      | Mikura Sado | [ 76 ] |
| 2023 | Yōjo Shachō R       | Nowani      |        |
| 2025 | Tu Bian Yingxiong X | Nuonuo Wang | [ 77 ] |

### Videojuegos
| Año  | Título                              | Rol         | Refs. |
| ---- | ----------------------------------- | ----------- | ----- |
| 2018 | Honkai Impact                       | Rozaliya    |       |
| 2020 | Genshin Impact                      | Paimon      |       |
| 2020 | Dead or Alive Xtreme Venus Vacation | Lobelia     |       |
| 2021 | Magia Record                        | Kushu Irina |       |
| 2021 | Action Taimanin                     | Noah Brown  |       |

## Premios y nominaciones
| Año  | Premios      | Categoría              | Resultado | Refs. |
| ---- | ------------ | ---------------------- | --------- | ----- |
| 2020 | Seiyū Awards | Mejor Actriz Principal | Ganador   |       |